# Mongolia Cup 2023
Der Mongolia Cup 2023, auch als MFF Cup oder MFF Tsom bekannt, war ein jährlich stattfindender Pokalwettbewerb in der Mongolei. Organisiert wurde der Wettbewerb vom mongolischen Verband, der Mongolian Football Federation. Der Wettbewerb begann mit der ersten Runde am 25. April 2023 und endete mit dem Endspiel am 9. Juli 2023. Titelverteidiger war Khaan Khuns-Erchim FC (2019).

## Termine
| Runde         | Datum                             |
| ------------- | --------------------------------- |
| 1. Runde      | 25. April 2023 bis 27. April 2023 |
| 2. Runde      | 18. Mai 2023 bis 25. Mai 2023     |
| Achtelfinale  | 30. Mai 2023 bis 7. Juni 2023     |
| Viertelfinale | 20. Juni 2023 bis 4. Juli 2023    |
| Halbfinale    | 7. Juli 2023                      |
| Finale        | 9. Juli 2023                      |

## 1. Runde
| Datum          |                  | Ergebnis |                       |
| -------------- | ---------------- | -------- | --------------------- |
| 25. April 2023 | Alliance ZHR     | 3:0      | DMU FC                |
| 25. April 2023 | Omni Khan-Uul    | 0:3      | Erdenes Ilch FC       |
| 26. April 2023 | Shine Yarmag     | 2:5      | Tuuliin Tom Tunuud FC |
| 26. April 2023 | Irvesuud FC      | 1:12     | Bavarians FC          |
| 27. April 2023 | FC Kharaatsai    | 3:1      | Khukh Arslanguud      |
| 27. April 2023 | Capitron FC      | 0:4      | Khad FC               |
| 27. April 2023 | Khovd Western FC | 3:0      | Selenge FC            |

## 2. Runde
| Datum        |                               | Ergebnis |                       |
| ------------ | ----------------------------- | -------- | --------------------- |
| 18. Mai 2023 | Erdenes Ilch FC               | 4:2      | WARD FC               |
| 19. Mai 2023 | Ulaanbaataryn Mazaalaynuud FC | 0:1      | Tuuliin Tom Tunuud FC |
| 21. Mai 2023 | Bavarians FC                  | 4:1      | Alliance ZHR          |
| 22. Mai 2023 | FC Kharaatsai                 | 3:1      | Khad FC               |
| 23. Mai 2023 | Khukh Chononuud               | 8:3      | Shonkhoruud           |
| 25. Mai 2023 | Hunters FC                    | 3:4      | Khovd Western FC      |

## Achtelfinale
| Datum        |                     | Ergebnis |                             |
| ------------ | ------------------- | -------- | --------------------------- |
| 30. Mai 2023 | Khovd FC            | 1:2      | Khoromkhon Club             |
| 30. Mai 2023 | Ulaanbaatar City FC | 2:1      | Khaan Khuns-Erchim FC       |
| 30. Mai 2023 | SP Falcons          | 3:0      | Tuv Azarganuud-Tuv Buganuud |
| 31. Mai 2023 | FC Ulaanbaatar      | 8:0      | FC Kharaatsai               |
| 31. Mai 2023 | Deren FC            | 3:2      | Bavarians FC                |
| 6. Juni 2023 | Khangarid FC        | 1:2      | Erdenes Ilch FC             |
| 7. Juni 2023 | Khovd Western FC    | 5:1      | Tuuliin Tom Tunuud FC       |
| 7. Juni 2023 | Khukh Chononuud     | 5:1      | BCH Lions                   |

## Viertelfinale
| Datum         |                     | Ergebnis |                  |
| ------------- | ------------------- | -------- | ---------------- |
| 20. Juni 2023 | FC Ulaanbaatar      | 9:1      | Khukh Chononuud  |
| 21. Juni 2023 | Khoromkhon Club     | 5:1      | Khovd Western FC |
| 21. Juni 2023 | Ulaanbaatar City FC | :        | Erdenes Ilch FC  |
| 4. Juli 2023  | SP Falcons          | 2:3      | Deren FC         |

1. ↑  Das Spiel wurde mit 3:0 für Erdenes Ilch gewertet

## Halbfinale
| Datum        |                 | Ergebnis |                 |
| ------------ | --------------- | -------- | --------------- |
| 7. Juli 2023 | Khoromkhon Club | 5:4      | Erdenes Ilch FC |
| 7. Juli 2023 | FC Ulaanbaatar  | 3:2      | Deren FC        |

## Finale
| Datum        |                 | Ergebnis |                |
| ------------ | --------------- | -------- | -------------- |
| 9. Juli 2023 | Khoromkhon Club | 0:4      | FC Ulaanbaatar |